# Station Mariero
Station Mariero is een station in  Mariero, een wijk van Stavanger in het zuidwesten van Noorwegen. Het station ligt aan Sørlandsbanen, en wordt alleen bediend door de stoptreinen van Jærbanen richting Stavanger en Egersund. 
Het station werd gebouwd in het kader van de verdubbeling van de spoorlijn tussen Sandnes en Stavanger. 